# 庸 (春秋)
庸（よう）は、中国西周から春秋時代にかけて存在した諸侯国の一つである。
現在の陝西省・湖北省にまたがる小国であったが、秦・巴と共同した楚の荘王の攻撃により、激しく抗戦するも紀元前611年に滅亡した。
この際、楚の荘王は、庸の将士の撤退を許し、その結果、落城に際してある者は落ち延び、ある者は最期の戦いを挑んで陣没したという。
後に中国史に知られる上庸は、この国に由来する。